# Sistema de Información de Residuos (e-SIR)

Logotipo de la plataforma del Sistema de Información de Residuos (e-SIR)

El Sistema de Información de Residuos, a través de su plataforma electrónica (e-SIR), es el procedimiento desarrollado por el Ministerio para la Transición Ecológica y Reto Demográfico para la remisión de la Notificación Previa y de los Documentos de Identificación por parte del operador del traslado, así como para la aceptación o rechazo de los residuos por parte del gestor de destino, conforme a los artículos 6, 7 y 8 del Real Decreto 553/2020, de 2 de junio. Dicho procedimiento se empezó a usar el 17 de marzo de 2021, y será obligatorio a partir del 1 de julio de 2021.
Este procedimiento electrónico solo es necesario para los traslados de residuos sujetos a Notificación Previa, conforme a los requisitos establecidos en el artículo 3.2 del Real Decreto 553/2020, de 2 de junio. Concretamente:
- Los traslados de residuos, peligrosos y no peligrosos, destinados a eliminación;
- Los traslados de residuos peligrosos, de residuos domésticos mezclados identificados con el código LER 20 03 01 y los que reglamentariamente se determinen, destinados a valorización.

| Comunidad o ciudad autónoma | Para traslados de residuos extraterritoriales (entre comunidades autónomas) | Para traslados de residuos intraterritoriales (en el interior de la comunidad autónoma) |
| --------------------------- | --------------------------------------------------------------------------- | --------------------------------------------------------------------------------------- |
| Aragón                      | SÍ                                                                          |                                                                                         |
| Asturias                    | SÍ                                                                          | SÍ                                                                                      |
| Baleares, Islas             | SÍ                                                                          |                                                                                         |
| Canarias, Islas             | SÍ                                                                          | SÍ                                                                                      |
| Cantabria                   | SÍ                                                                          | SÍ                                                                                      |
| Castilla y León             | SÍ                                                                          |                                                                                         |
| Castilla-La Mancha          | SÍ                                                                          | SÍ                                                                                      |
| Cataluña                    | SÍ                                                                          |                                                                                         |
| Comunidad Valenciana        | SÍ                                                                          |                                                                                         |
| Extremadura                 | SÍ                                                                          | SÍ                                                                                      |
| Madrid                      | SÍ                                                                          | SÍ                                                                                      |
| Murcia                      | SÍ                                                                          | SÍ                                                                                      |
| Navarra                     | SÍ                                                                          |                                                                                         |
| País Vasco                  | SÍ                                                                          |                                                                                         |
| Rioja, La                   | SÍ                                                                          | SÍ                                                                                      |
| Ceuta                       | SÍ                                                                          |                                                                                         |
| Melilla                     | SÍ                                                                          |                                                                                         |

Conforme a lo anterior, todos los operadores de traslado que tengan que tramitar un movimiento de residuos (remisión Notificación Previa y Documentos de Identificación) con origen una de las comunidades o ciudades autónomas indicadas, deberán utilizar el procedimiento del Ministerio.